# Långe Jan
Långe Jan ( PRONÚNCIA) é um farol situado na ponta sul da ilha sueca da Olândia - Ölands södra udde.
É o farol mais alto do país, com altura de 41,6 metros. Foi construído em 1785. É um popular ponto de observação de aves, acessível por uma escadaria com 197 degraus. Na proximidade existe um museu do farol e um museu de aves e da natureza.